# Быстрая (Могилёвская область)
Бы́страя (бел. Быстрая) — деревня в составе Горского сельсовета Горецкого района Могилёвской области Белоруссии.

## Население
- 1999 год — 76 человек[источник не указан 543 дня]
- 2010 год — 33 человека[источник не указан 543 дня]
- 2020 год — 2 человека[источник не указан 543 дня]
- 2021 год — покинута[источник не указан 543 дня]